# 卡利亚恩杜尔格
卡利亚恩杜尔格（Kalyandurg），是印度安得拉邦Anantapur县的一个城镇。总人口29272（2001年）。

## 人口
该地2001年总人口29272人，其中男性14842人，女性14430人；0—6岁人口3763人，其中男1891人，女1872人；识字率61.11%，其中男性为69.18%，女性为52.81%。